# Barry Keoghan
Barry Keoghan (Dublin, 1992. október 18. –) BAFTA-díjas ír színész.
Legismertebb alakítása Druig 2021-ben a Örökkévalók című filmben. A Dunkirk című filmben is szerepelt.

## Fiatalkora
Dublinban született. Testvére mellett hét évet töltött nevelőszülőknél.

## Pályafutása
Gyerekként iskolai darabokban szerepelt, de zavarkeltés miatt kitiltották. Színészi pályafutását 2011-ben kezdte. A The Factoryban, egy helyi dublini iskolában tanult színészetet. Ugyanebben az évben, 18 évesen feltűnt a Fair City című sorozatban. 2013-ban a Love/Hate című filmben szerepelt. 2016-ban a Trespass Against Us című filmben szerepelt. 2017-ben szerepelt a Dunkirk című filmben. A következő évben a Fekete 47 című filmben szerepelt. Szerepel a 2019-es Csernobil című sorozatban. 2021-ben az Örökkévalók című filmben szerepelt. 2022-ben a Batman című filmben fog szerepelni.

## Magánélete
Amatőr bokszoló.

## Filmográfia

### Filmek
| Év   | Magyar cím                             | Eredeti cím                  | Szerep                | Magyar hang         |
| ---- | -------------------------------------- | ---------------------------- | --------------------- | ------------------- |
| 2011 |                                        | Stand Up                     | Bully                 |                     |
| 2011 |                                        | Between the Canals           | Aido                  |                     |
| 2012 |                                        | Stalker                      | Tommy                 |                     |
| 2012 |                                        | King of the Travellers       | Fiatal dublini legény |                     |
| 2013 |                                        | Jack Taylor: Priest          | Hoodie                |                     |
| 2013 |                                        | Wasted                       | Ben                   |                     |
| 2013 | A matrac                               | Life's a Breeze              | pizzás fiú            |                     |
| 2013 |                                        | Stay                         | Sean Meehan           |                     |
| 2014 |                                        | '71                          | Sean Bannon           |                     |
| 2014 | Átszállás                              | Standby                      | Crusty                |                     |
| 2014 |                                        | North                        | Aaron                 |                     |
| 2015 |                                        | Norfolk                      | fiú                   |                     |
| 2015 |                                        | Traders                      | Ken                   |                     |
| 2015 |                                        | The Break                    | Sean                  |                     |
| 2016 |                                        | Mammal                       | Joe                   |                     |
| 2016 |                                        | Trespass Against Us          | Windows               |                     |
| 2016 |                                        | Candy Floss                  | Shane                 |                     |
| 2017 |                                        | Light Thereafter             | Pavel                 |                     |
| 2017 | Egy szent szarvas meggyilkolása        | The Killing of a Sacred Deer | Martin Lang           | Csiby Gergely       |
| 2017 | Dunkirk                                | Dunkirk                      | George Mills          | Berkes Bence        |
| 2018 | Amerikai állatok                       | American Animals             | Spencer Reinhard      |                     |
| 2018 | Fekete 47                              | Black '47                    | Hobson                | Baráth István       |
| 2019 |                                        | Calm With Horses             | Dymphna               |                     |
| 2021 | A zöld lovag                           | The Green Knight             | Scavenger             | Kuttner Bálint      |
| 2021 | Örökkévalók                            | Eternals                     | Druig                 | Katona Péter Dániel |
| 2022 | Batman                                 | The Batman                   | Joker                 | Hamvas Dániel       |
| 2022 | A sziget szellemei                     | The Banshees of Inisherin    | Dominic Kearney       | Márkus Sándor       |
| 2023 | Saltburn                               | Saltburn                     | Oliver Quick          | Jéger Zsombor       |
| 2024 |                                        | Bird                         | Bug                   |                     |
| 2024 |                                        | Bring Them Down              | Jack                  |                     |
| 2025 | Hurry Up Tomorrow – Az éjszaka határán | Hurry Up Tomorrow            | Lee                   | Czető Roland        |

### Televíziós szerepek
| Év   | Magyar cím | Eredeti cím      | Szerep          | Megjegyzések                         |
| ---- | ---------- | ---------------- | --------------- | ------------------------------------ |
| 2011 |            | Fair City        | Dave Donoghue   | 3 epizód                             |
| 2013 |            | Love/Hate        | Wayne           | 6 epizód                             |
| 2016 | A felkelés | Rebellion        | Cormac McDevitt | 4 epizód                             |
| 2019 | Csernobil  | Chernobyl        | Pavel           | 2 epizód magyar hangja Csiby Gergely |
| 2019 |            | Living With Lucy | önmaga          | 1 epizód                             |
| 2023 | Nagykutya  | Top Boy          | Johnny          | 3 epizód                             |